# Francisco de Cuéllar
Francisco de Cuéllar (Valladolid[cita requerida], 1562) fue un capitán español. Formó parte de la Gran Armada en 1588 y naufragó en la costa de Irlanda. Escribió un notable relato sobre su experiencia en la flota y su recorrido por Irlanda.

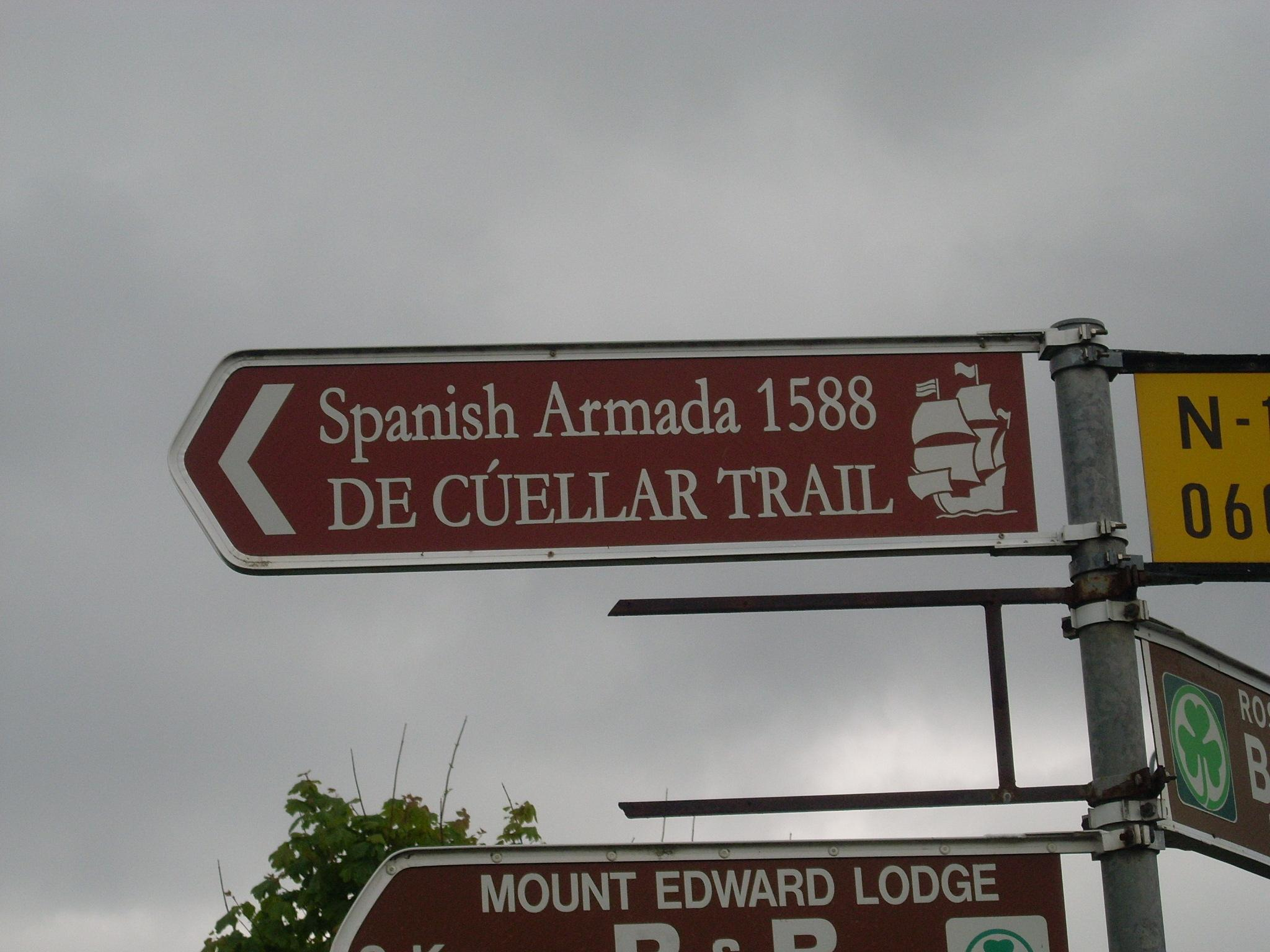
Señal del De Cuéllar Trail en Grange, junto a la playa de Streedagh, en Irlanda, donde naufragó el navío en el que iba De Cuéllar.

## La vida de Cuéllar antes de la jornada de Inglaterra
Desconocemos la fecha de nacimiento del capitán Francisco de Cuéllar, si bien podría estar en torno a 1563, ya que en su narración afirma que sirvió desde que tuvo edad para ello.
Respecto a su lugar de nacimiento, no existe certeza sobre en qué punto de la geografía castellana se produjo, si bien la opción más extendida apunta a la villa segoviana de Cuéllar, tal y como indica su apellido. La especial devoción del capitán por "Nuestra Señora de Ontañar" podría apuntar al lugar de Arnedo (La Rioja), cuya patrona es la Virgen de Hontanar, única con esta denominación. Por otra parte, de acuerdo con las investigaciones de Rafael M. Girón Pascual (El capitán Francisco de Cuéllar antes y después de la jornada de Inglaterra), hubo un tal Francisco de Cuéllar, nacido en Valladolid y bautizado el doce de marzo de 1562 en la parroquia de San Miguel, que hipotéticamente podría ser el mismo Cuéllar autor del escrito y que concuerda con la estimación indicada inicialmente. Finalmente, el uso de ciertas palabras en el texto como "casiña" o "casares" podrían indicar un origen leonés o extremeño del autor.[cita requerida] Pero hoy por hoy ninguno de los anteriores lugares cuenta con suficiente respaldo documental.
Todo indica que se alista en el ejército que va a invadir Portugal en 1581 —siguiendo su narración y las hojas de servicios descubiertas por Rafael Girón— y participa en toda la anexión del reino vecino. Acto seguido se va a embarcar con Diego Flores Valdés en su expedición al Estrecho de Magallanes, siendo capitán de infantería española del galeón Santa Catalina. Esta expedición durará hasta 1584 y llevará a Cuéllar al fuerte de Paraíba en Brasil, para desalojar a los colonos franceses que se habían apoderado de la región.
Tras regresar de Indias, Cuéllar va a participar en la expedición a las Azores bajo el mando del marqués de Santa Cruz. Aparece cierta referencia en la narración «El hacerme este bien nació del francés, que había sido soldado en la Tercera, que le pesó harto verme hacer tanto mal».

## La Gran Armada
La Gran Armada sufrió terribles pérdidas en las tormentas que se produjeron en otoño de 1588. Cuéllar era capitán del San Pedro Mayor, un galeón mediano de transporte de tropas y pertrechos perteneciente a la Escuadra de Castilla (comandada por Diego Flores de Valdés), cuando este barco rompió la formación de la Armada en el Mar del Norte. Fue condenado a morir en la horca por desobediencia por el General Francisco Arias de Bobadilla. Enviaron a Cuéllar al galeón San Juan de Sicilia, para que el Auditor General Martín de Aranda ejecutase la sentencia.

## Naufragio

Mapa de la ruta seguida por los navíos de la "Gran Armada".

La sentencia de muerte no se ejecutó y Cuéllar permaneció a bordo hasta que su galeaza  —que formaba parte del escuadrón Levante (comandada por Hugo de Montcada i Gralla), que sufrió numerosas bajas (con menos de 400 supervivientes de los 4000 que zarparon)— se ancló cerca de la costa de Irlanda, a una milla de Streedagh Strand en el actual Condado de Sligo, en compañía de otras dos galeazas. Al quinto día de estar anclados, los tres barcos fueron arrastrados hacia la costa y destrozados en pedazos. De la tripulación de los tres barcos (1000 hombres) 300 sobrevivieron.
Los habitantes locales agredieron, robaron y desnudaron a los que llegaron a la costa, pero Cuéllar que se había agarrado a una tabla, consiguió llegar a la orilla sin ser visto y se escondió entre la maleza. Su estado era muy malo, y pronto se unió a él otro superviviente, desnudo, que pronto murió. Cuéllar siguió deambulando perdiendo a veces la consciencia. En un momento él y su acompañante fueron descubiertos por dos hombres armados, que los cubrieron para dirigirse al pillaje en la orilla. En otro momento vio a 200 jinetes cabalgando por la playa.
Cuéllar se arrastró y vio 800 cadáveres esparcidos en la arena, de los que los cuervos y perros salvajes se alimentaban. Se dirigió a la Abadía de Staad, una pequeña iglesia que había sido incendiada por las autoridades inglesas y cuyos monjes habían escapado: vio a doce españoles colgando de ganchos atados a las barras de hierro de las ventanas que quedaban en las ruinas de la iglesia. Una mujer de la zona le recomendó que se alejara del camino, después se encontró con dos soldados españoles, desnudos, que le informaron de que los soldados ingleses habían matado a los 100 españoles que habían caído en sus manos.
Juntos se acercaron a la playa y vieron cuatrocientos cadáveres en la arena. Se detuvieron para enterrar los cadáveres de dos oficiales cuando cuatro locales se les acercaron con la intención de tomar lo que quedaba de las ropas de Cuéllar. Otro les ordenó que los dejaran en paz y condujo a los españoles a su poblado. Caminaron descalzos con el frío, por un bosque donde encontraron a dos jóvenes que viajaban con un viejo y una joven: los jóvenes atacaron a Cuéllar, que recibió una cuchillada en una pierna antes de que el viejo interviniese.
Le quitaron su ropa, una cadena de oro por valor de mil ducados y cuarenta y cinco coronas de oro. La mujer se aseguró de que le devolvieran su ropa y tomó un pequeño cofre que contenía reliquias, que se colgó al cuello antes de partir. Un muchacho le ayudó a curar sus heridas y le trajo comida.
Cuéllar siguió el consejo del muchacho de no acercarse al poblado, y se mantuvo comiendo bayas y berros. Fue atacado de nuevo por otro grupo de hombres que le dieron una paliza y le quitaron su ropa. Se cubrió con un faldón de helechos y ramas. Llegó a una población desierta donde encontró a otros tres españoles. Tras pasar algún tiempo en este lugar, encontraron a un joven que hablaba latín y que los condujo al territorio del señor Brian O'Rourke en el actual Condado de Leitrim.

## La tierra de O'Rourke's

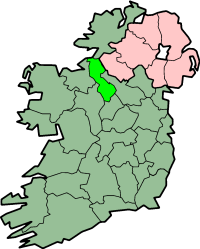
Situación del Condado de Leitrim en el mapa de Irlanda

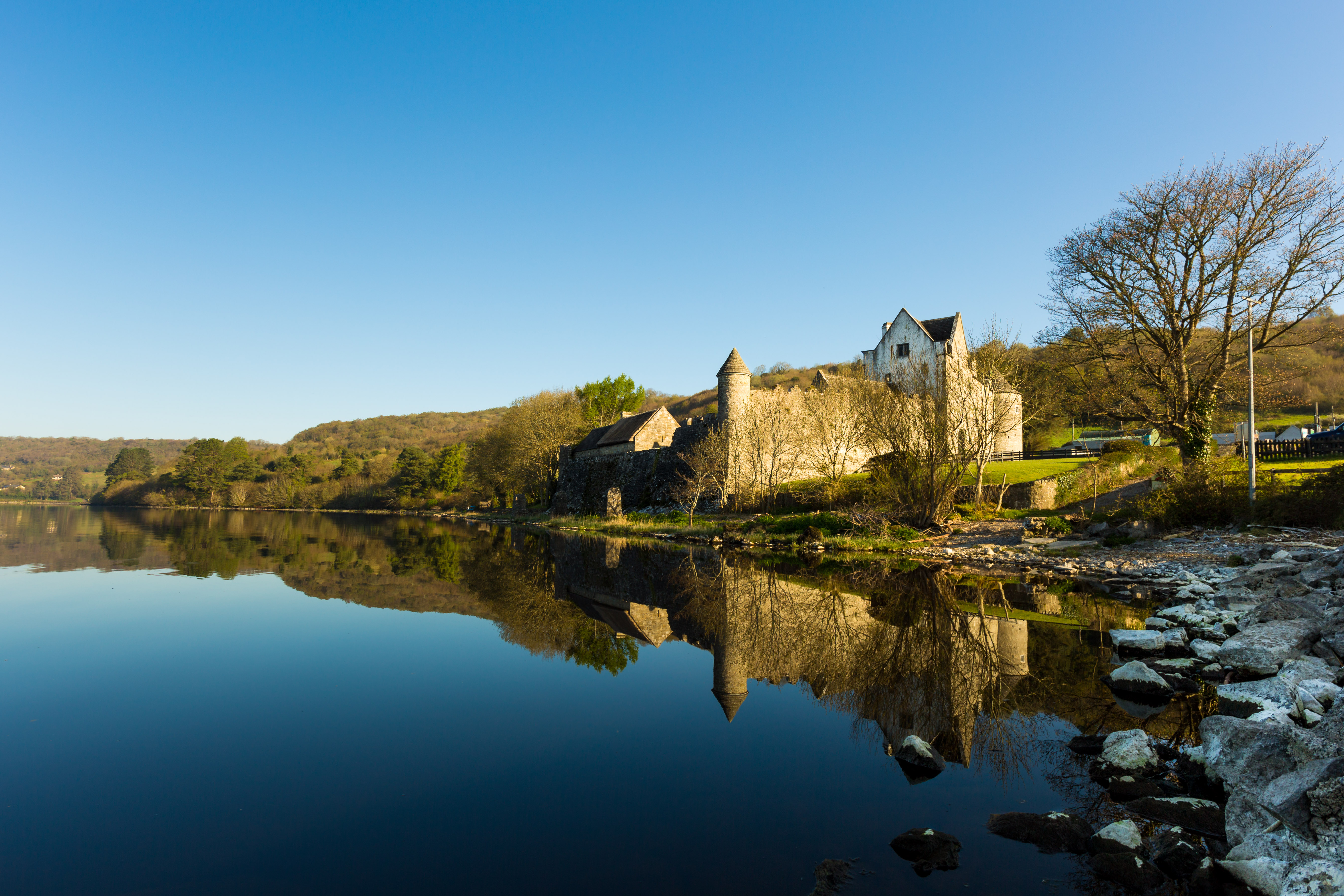
El castillo de O'Rourke, lugar de refugio de Cuéllar.

En tierras de O'Rourke se encontraban seguros. En un pueblo se refugiaban setenta españoles. Cuéllar se dirigió al norte con un grupo en busca de un barco español anclado, pero el barco había partido. Volvieron a la tierra de O'Rourke, donde la esposa del señor fue su anfitriona.
Cuéllar observó la sociedad, percibiendo que esas gentes vivían de modo salvaje, pero que eran amistosos y seguían los usos de la Iglesia. Escribió que, de no haber sido por su hospitalidad, él y sus compañeros no habrían sobrevivido. Concluyó que en esas tierras no había justicia ni derecho, ya que todo el mundo hacía lo que quería (Kilfeather, p.83).

## El sitio de Rosclogher
En noviembre de 1588, Cuéllar se desplazó al territorio de Maglana (MacClancy) con otros ocho españoles. Permaneció en uno de los castillos del señor - probablemente en Rosclogher en la orilla sur del lago Melvin. Les llegaron nuevas de que los ingleses habían enviado mil setecientos soldados contra ellos. En respuesta el señor optó por huir a las montañas, mientras que los españoles defendían el castillo. Disponían de dieciocho armas de fuego - mosquetes y arcabuces - y consideraron que el castillo era inexpugnable, debido a su ubicación en tierras que evitaban el uso de artillería.
Los ingleses llegaron al mando del hermano de Richard Bingham, gobernador de Connacht. El sitio duró diecisiete días. En ese tiempo no pudieron cruzar el difícil terreno y tal y como relata Cuéllar, tras ver rechazada su oferta de salvoconducto a España, ahorcaron a dos españoles a la vista del castillo para aterrorizar a sus defensores. Los ingleses se vieron forzados a levantar el sitio a causa del mal tiempo.
MacClancy regresó con regalos para los defensores, incluida la oferta a Cuéllar de la mano de su hermana, que Cuéllar declinó. En contra del criterio del jefe, los españoles dejaron estas tierras diez días antes de Navidad, dirigiéndose al norte. Encontraron que el obispo de Derry, Redmond O'Gallagher, tenía otros doce españoles a su cargo, a los que intentaba ayudar a llegar a Escocia.

## Huida
Tras seis días, Cuéllar y los otros diecisiete zarparon hacia Escocia. Dos días después alcanzaron las Hébridas y poco después la costa escocesa. Cuéllar permaneció en Escocia seis meses, hasta que los esfuerzos del Duque de Parma le obtuvieron pasaje para Flandes. Los holandeses esperaban en la costa y el barco de Cuéllar naufragó y muchos de los supervivientes se ahogaron o los mataron tras capturarlos. De nuevo se encontró en una situación similar a la que había vivido en Irlanda, cuando entró en la ciudad de Dunquerque con sólo su camisa. Escribió el relato de su experiencia y continuó en Flandes algunos años más.
O'Rourke fue colgado en Londres por traición en 1590; entre las acusaciones que se le hicieron estaba la de socorrer a los supervivientes de la Armada. MacClancy fue capturado por el hermano de Bingham en 1590 y decapitado.

## La vida de Cuéllar después de la jornada de Inglaterra
El capitán Cuéllar servirá en el ejército de Felipe II a las órdenes de Alejandro Farnesio, el conde de Fuentes y Mansfeld durante los años siguientes. Entre 1589 y 1598 participa en el Socorro de París, las empresas de Laón, Corbeil, Le Catelet, La Capelle, Doullens, Cambrai, Calais, Ardres y el sitio de Hulst. Entre 1599 y 1600 estará bajo mando del duque de Saboya en la guerra de Piamonte. En 1600 pasará a Nápoles junto al virrey Fernando Ruiz de Castro, conde de Lemos.
En 1601 será nombrado capitán de infantería en uno de los galeones con destino a las islas de Barlovento (Antillas), si bien hasta 1602 no embarcará hacia Indias con la flota de galeones de don Luis Fernández de Córdova.
Parece que estas fueron las últimas campañas militares del capitán. Entre 1603 y 1606 residirá en Madrid a la espera de nuevos destinos. Es posible que volviera a pasar a América en 1607.
Nada se sabe del lugar de fallecimiento del capitán Cuéllar o si tuvo descendencia.